# Dandadan
Dandadan (ダンダダン), também escrito como Dan Da Dan, é uma série de mangá japonesa escrita e ilustrada por Yukinobu Tatsu [ja]. O mangá foi serializado na plataforma Shōnen Jump+ da Shueisha desde abril de 2021, com seus capítulos compilados em 20 volumes de tankōbon a partir de julho de 2025. A série segue dois adolescentes com poderes sobrenaturais lutando contra espíritos e alienígenas com a ajuda de vários aliados.
Uma adaptação de série de anime produzida pela Science Saru estreou em outubro e terminou em dezembro de 2024, enquanto um filme foi lançado em agosto de 2024, que se consiste nos três primeiros episódios do anime. Uma segunda temporada começou a ser estreada em julho de 2025.

## Enredo
Momo Ayase é uma estudante do ensino médio que acredita em fantasmas que vêm de uma família de médiuns, enquanto Ken Takakura (apelidado de Okarun, abreviação de Occult-kun), acredita em alienígenas. Os dois discordam um do outro, com Momo não acreditando em alienígenas e Okarun não acreditando em espíritos. Em uma aposta para decidir quem está certo, os decidem visitar separadamente locais associados ao ocultismo e ao extraterrestre — com a Momo visitando um hospital abandonado dito como sendo local de óvnis, e Okarun visitando um túnel assombrado. Momo é abduzida por um grupo de aliens, mas acaba se salvando ativando seus chakras, que dão a ela habilidades psíquicas. Enquanto isso, Okarun é possuído por um espírito que toma conta de seu corpo. Usando as habilidades de Momo e a forma possuída de Okarun, eles derrotam os alienígenas juntos.
O resto da história segue os dois, enquanto eles se unem a colegas, amigos, familiares para lutar contra espíritos da mitologia japonesa e alienígenas; grande parte do enredo revolve em volta da recuperação do pênis e dos testículos de Okarun, que foram removidos dele pelo espírito que o-possuiu, e o de sentimentos românticos entre Momo e Okarun.

## Produção

### Mangá
Antes da serialização de Dandadan, Yukinobu Tatsu trabalhou como assistente do mangá Chainsaw Man de Tatsuki Fujimoto e Hell's Paradise: Jigokuraku de Yuji Kaku. A serialização foi confirmada durante uma reunião do Shōnen Jump+ no segundo trimestre de 2020. No entanto, Tatsu só começou a produzir Dandadan depois que deixou seu papel como assistente em Chainsaw Man e Hell's Paradise: Jigokuraku.
Yukinobu Tatsu afirma ter se inspirado nas obras de Junji Ito e Ultraman, e durante a produção, leu e analisou 100 mangás shōjo para escrever a dinâmica entre os protagonistas. Em relação à intenção de Tatsu de ter cenas de refeição após cenas relevantes, ele disse que sua inspiração veio de diversos fatores, incluindo a convicção de que aqueles que se esforçam merecem ter boas refeições. Fez referência a uma passagem do mangá Jarinko Chie, que enfatiza que nada é pior do que sentir fome e estar sozinho, além das cenas familiares de refeições em obras de Hayao Miyazaki, como Tonari no Totoro e Kurenai no Buta. Também compartilhou suas dificuldades como um assistente de mangá em situação financeira precária, relatando que costumava receber 1000 ienes de seu mestre para se dar o prazer de comer carne de porco frita e tomar uma lata de café após o expediente. Ele ainda acrescentou que, sendo entretenimento, deseja transmitir esperança aos leitores.

### Anime
O anime foi dirigido por Fuga Yamashiro [ja], que estava estreando nessa função. Segundo o produtor Hiroshi Kamei, ele se inspirou em anotações de outras mídias. Kamei explicou como a produção utiliza "pequenos momentos", destacando a câmera ao focar nos rostos dos personagens. Ele chamou isso de "ação cotidiana" ou "direção cotidiana", enfatizando que a equipe desejava dar mais atenção a esses aspectos em comparação com outros animes, optando por usar essas "pequenas interações" em vez de palavras para descrevê-las. Além disso, ele abordou o conceito de "cenas principais", que são aquelas que conectam diferentes momentos futuros; como exemplo, mencionou Momo entregando a revista de Okarun, seguida por Okarun entregando suas roupas a Momo, com a intenção de ilustrar como o relacionamento deles evolui por meio das semelhanças entre os dois.

## Mídia

### Mangá
Escrito e ilustrado por Yukinobu Tatsu [ja], o mangá Dandadan foi lançado no aplicativo e no site Shōnen Jump+ da Shueisha em 6 de abril de 2021. A editora Shueisha já organizou os capítulos em volumes tankōbon individuais, com o primeiro volume saindo em 4 de agosto de 2021. Até 4 de julho de 2025, 20 volumes já haviam sido publicados. Além disso, a série está disponível em português através da plataforma Manga Plus da Shueisha.

### Anime

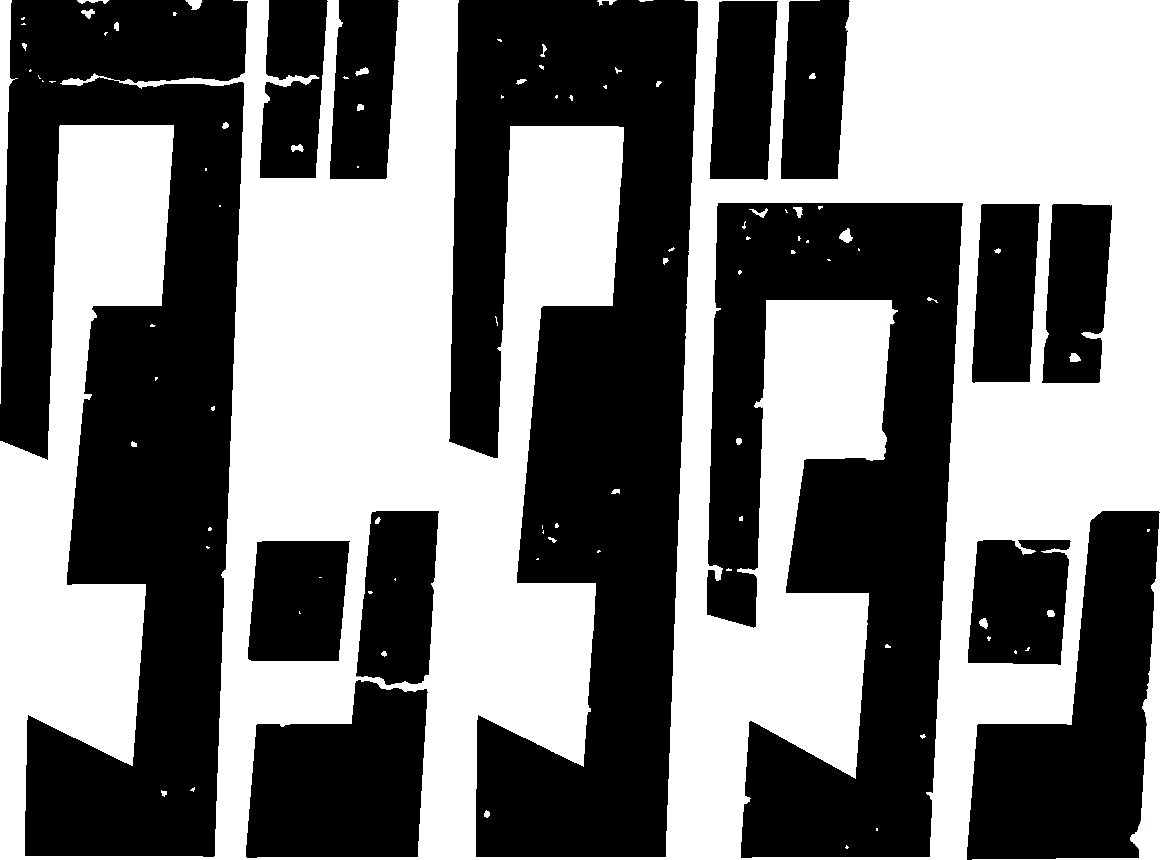
Logotipo do anime

Uma adaptação de série de anime para televisão foi anunciada em novembro de 2023. É produzida pelo estúdio Science Saru, sob a direção de Fuga Yamashiro [ja], com os roteiros elaborados por Hiroshi Seko, enquanto Naoyuki Onda [ja] cuidou do design dos personagens. As entidades alienígenas e sobrenaturais foram desenhadas por Yoshimichi Kameda [ja], e a trilha sonora é de responsabilidade de Kensuke Ushio. A série foi exibida entre 4 de outubro e 20 de dezembro de 2024, no bloco de programação Super Animeism Turbo em todas as afiliadas da JNN, como MBS e TBS. A música tema de abertura "Otonoke" (オトノケ) é apresentada pelo grupo Creepy Nuts, enquanto a de encerramento "Taidada" é cantada por Zutomayo. Os três primeiros episódios também foram coletados e lançados nos cinemas como Dan Da Dan: primeiro Encounter, com exibições começando na Ásia em 31 de agosto.
A Crunchyroll está transmitindo a série fora da Ásia, incluindo o Oriente Médio e a CEI, enquanto a Netflix faz sua transmissão em nível global. A Muse Communication detém os direitos da série na região da Ásia-Pacífico. Em junho de 2024, a GKIDS anunciou que havia adquirido os direitos para exibições nos cinemas, em videogramas e em plataformas digitais transacionais.
A série conta com duas dublagens diferentes em português brasileiro. A primeira dublagem ocorreu no dia 4 de outubro de 2024, sendo realizada pela MGE Studios e lançada pela Netflix. Já a segunda, aconteceu três semanas depois, em 24 de outubro, sendo feita pelo estúdio Som de Vera Cruz, sob a direção de Erick Bougleux, e lançada pela Crunchyroll.
Em agosto de 2024, antes da estreia da dublagem em português, os dois primeiros episódios do anime foram vazados, assim como várias outras produções de anime; os episódios de 3 a 6 também vazaram posteriormente antes do lançamento oficial do anime.
Após a exibição do último episódio da primeira temporada, foi confirmada uma segunda temporada, programada para estrear em julho de 2025. Abel Góngora compartilhará a direção dessa nova temporada com Fuga Yamashiro. As transmissões serão feitas pela Crunchyroll e Netflix.

## Recepção

### Mangá

#### Vendas
Em novembro de 2023, o mangá ultrapassou 360 milhões de visualizações na plataforma Shōnen Jump+. A série tinha mais de 3,2 milhões de cópias em circulação em novembro de 2023, mais de 4 milhões em outubro de 2024 e superou 5 milhões em dezembro de 2024.

#### Prêmios
Em junho de 2021, Dandadan foi nomeado para o sétimo prêmio Next Manga na categoria de Melhor Web Mangá, conquistando o segundo lugar entre 50 selecionados. Ficou na quarta posição na lista Kono Manga ga Sugoi! 2022 da Takarajimasha, que destaca os melhores mangás para o público masculino. Além disso, foi indicado ao 15º Mangá Taishō em 2022, onde obteve o sétimo lugar com 53 pontos. A obra também se destacou, alcançando o primeiro lugar tanto no Nationwide Bookstore Employees quanto nos editoras Comics em 2022, e ficou em quarto lugar no Tsutaya Comic Award 2022.

### Anime

#### Respostas críticas
No agregador de resenhas Rotten Tomatoes, a primeira temporada de Dandadan obteve uma taxa de aprovação impressionante de 100%, baseada em 14 críticas, com uma média de 8,8/10. O consenso dos críticos do site afirma: "Com uma animação deslumbrante e um grande coração que complementa sua ousada imaginação, Dan Da Dan estreia com força como um anime shōnen notável." A estreia da série foi bem recebida pelos redatores do Anime News Network. Caitlin Moore e James Beckett deram uma nota perfeita; Moore elogiou a animação de Science Saru, a dinâmica entre Momo Ayase e Okarun e sua dublagem, enquanto Beckett elogiou a arte do estúdio, destacando os clichês de comédia romântica combinados com terror e ficção científica e o nome referenciado de Okarun. Richard Eisenbeis falou sobre a animação e a história, enquanto está entusiasmado em acompanhar a série. Em contraste, embora Rebecca Silverman tenha concordado que a animação, os visuais e a dinâmica a princípio foram ótimas, la não ficou satisfeita com o episódio e comentou que havia decidido abandonar a série em função do uso de luzes brilhantes abruptas e imagens intermitentes, além de notar que a maioria dos diálogos era "praticamente gritos" e que a representação das cenas de agressão sexual era bastante desagradável.
Mike Mamon, do IGN, elogiou os três primeiros episódios do anime por sua animação, enredo, visual, direção, personagens e dublagem, afirmando que "os três primeiros episódios de Dandadan acertam o alvo ao focar mais nos adoráveis protagonistas do anime e menos nas bizarrices do mundo oculto e extraterrestre que eles habitam." Toussaint Egan, da Polygon, também elogiou a adaptação, destacando a animação e o design dos personagens, além de apreciar a escolha do estúdio em aprimorar os visuais e o design de cores, em conjunto com a direção de arte nas cenas de ação do anime. A Vulture incluiu Dandadan entre as melhores séries de anime de 2024. Kambole Campbell elogiou a série por seu humor, animação, cores, direção de arte e trilha sonora de Kensuke Ushio. O anime alcançou a segunda posição no "Top 10 Anime de 2024" da Anime News Network. Além disso, James Beckett elogiou a proposta da série, o humor, as cenas de ação, a qualidade da produção, os personagens e a interação entre Momo e Okarun.

#### Prêmios
| Ano  | Prêmio                    | Categoria                      | Recebedor                 | Resultado | Ref.   |
| ---- | ------------------------- | ------------------------------ | ------------------------- | --------- | ------ |
| 2024 | Abema Anime Trend Awards  | Prêmio Japan Anime Trend       | Dandadan                  | Venceu    | [ 51 ] |
| 2024 | Abema Anime Trend Awards  | Prêmio de Animação de Abertura | "Otonoke" por Creepy Nuts | Venceu    | [ 51 ] |
| 2025 | Reiwa Anisong Awards [ja] | Prêmio de Melhor Trabalho      | "Otonoke" por Creepy Nuts | Indicado  | [ 52 ] |